# Scythris punctivittella
Scythris punctivittella is een vlinder uit de familie dikkopmotten (Scythrididae). De wetenschappelijke naam is voor het eerst geldig gepubliceerd in 1836 door O. Costa.
De soort komt voor in Europa.